# Eriophorum transiens
Eriophorum transiens är en halvgräsart som beskrevs av Louis-Florent-Marcel Raymond. Eriophorum transiens ingår i släktet ängsullssläktet, och familjen halvgräs. Inga underarter finns listade i Catalogue of Life.